# Río Xarrama
El río Xarrama (en portugués, rio Xarrama) es un río del suroeste de la península ibérica que transcurre íntegramente por la región histórica del Alentejo (Portugal). Es el mayor afluente del río Sado.

## Curso
El río Xarrama nace al noroeste de Évora y es un afluente de la margen derecha del río Sado, en la parroquia de Torrão. Unos metros antes de entrar en el distrito de Setúbal, en el punto donde también se une a los distritos de Évora y Beja, tocando la parroquia salaciense de Torrão, el curso de Xarrama está interrumpido por la presa de São Brissos. Poco después de pasar por el pueblo de Torrão, comienza a aparecer el embalse creadoe por la presa Trigo de Morais, nombre dado en honor de este ingeniero a la presa Vale do Gaio, el 5 de diciembre de 1951.
Algunos de los afluentes del río Xarrama en el distrito de Évora son las ribeiras do Aguilhão, da Fragosa, do Regedor y da Faleira. En el distrito de Beja, la ribeira da Carrasona.

## Fauna
Hay varias especies de peces que se encuentran en el río Xarrama:
- En el trayecto entre Évora y Viana do Alentejo: Cyprinus carpio y Barbus bocagei
- Alrededores de Torrão:[5] Carassius auratus, Cyprinus carpio, Gambusia holbrooki, Lepomis gibbosus, Squalius alburnoides, Micropterus salmoides y Barbus bocagei.
- Embalse de Trigo de Morais (o de Vale do Gaio):[6] Chondrostoma sp., Micropterus salmoides, Squalius pyrenaicus, Tinca tinca, Barbus bocagei, Squalius sp., Carassius auratus, Cyprinus carpio, híbrido de Cyprinus carpio y Carassius auratus, Chondrostoma polylepis y Lepomis gibbosus.